# Garret Dillahunt
Garret Dillahunt (Castro Valley, 24 november 1964) is een Amerikaans film- en televisieacteur. Hij won in 2008 samen met de gehele cast van No Country for Old Men een Screen Actors Guild Award. Hij maakte in 1999 zijn filmdebuut als Curtis in Last Call en speelde behalve in films in meer dan 300 afleveringen van diverse televisieseries.
Dillahunt trouwde in 2007 met actrice Michelle Hurd.

## Filmografie
*Exclusief televisiefilms
| - The Dead Don't Hurt (2023) - Where the Crawdads Sing (2022) - Amulance (2022) - The Long Home (2019) - Widows (2018) - Rounding Third (2018) - Braven (2018) - Wheelman (2017) - Come and Find Me (2016) - Beast (2015) - Thrilling Adventure Hour Live (2015) - Against the Sun (2014) - Just Before I Go (2014) - The Scribbler (2014) - 12 Years a Slave (2013) - Houston (2013) | - Looper (2012) - Killing Them Softly (2012) - Revenge for Jolly! (2012) - Any Day Now (2012) - Oliver Sherman (2010) - Burning Bright (2010) - Amigo (2010) - Winter's Bone (2010) - The Road (2009) - The Last House on the Left (2009) - Pretty Bird (2008) - The Assassination of Jesse James by the Coward Robert Ford (2007) - No Country for Old Men (2007) - The Believer (2001) - Last Call (1999) |

## Televisieseries
*Exclusief eenmalige gastrollen
- Fear the Walking Dead - John Dorie (2018-2021, 29 afleveringen)
- The Guest Book - Andrew Brown (2017-2018, elf afleveringen)
- The Gifted  - Roderick Campbell (2017-2018, negen afleveringen)
- The Mindy Project - Jody Kimball-Kinney (2015-2017, 38 afleveringen)
- Arkansas Traveler - Wayland (2017, zes afleveringen)
- Hand of God - KD (2014-2017, twintig afleveringen)
- Justified - Ty Walker (2015, acht afleveringen)
- Raising Hope - Burt Chance (2010-2014, 88 afleveringen)
- Paloma - Matthew (2013-2014, vier afleveringen)
- Burn Notice - Simon Escher (2010-2013, drie afleveringen)
- Terminator: The Sarah Connor Chronicles - Cromartie (2008-2009, achttien afleveringen)
- Life - Roman Nevikov (2007-2009, drie afleveringen)
- Damages - Marshall Phillips (2007, vier afleveringen)
- John from Cincinnati - Dr. Michael Smith (2007, acht afleveringen)
- ER - Steve Curtis (2005-2006, vijf afleveringen)
- The 4400 - Matthew Ross (2005-2006, elf afleveringen)
- The Book of Daniel - Jesus Christ (2006, acht afleveringen)
- Deadwood - Francis Wolcott (2004-2005, zestien afleveringen)
- A Minute with Stan Hooper - Lou Peterson (2003-2004, dertien afleveringen)
- Leap Years - Gregory Paget (2001, twintig afleveringen)
- Maximum Bob - Deputy Dawson Hayes (1998, drie afleveringen)

- Bibsys: 10047585
- Biblioteca Nacional de España: XX4896165
- Bibliothèque nationale de France: cb167063683 (data)
- Gemeinsame Normdatei: 1061105474
- International Standard Name Identifier: 0000 0001 1472 530X
- Library of Congress Control Number: no2017136197
- Nationale Bibliotheek van Tsjechië: xx0305775
- Nationale Bibliotheek van Israël: 987007327017805171
- Nederlandse Thesaurus van Auteursnamen: 370533925
- Système universitaire de documentation: 159509955
- Virtual International Authority File: 51463654
- WorldCat: E39PBJxrTMgYFD4VCyhFGx6Yfq